# Acmella leucantha
Acmella leucantha là một loài thực vật có hoa trong họ Cúc. Loài này được (Kunth) R.K.Jansen mô tả khoa học đầu tiên năm 1985.